# 紐馬基特 (新罕布什爾州)
紐馬基特（英語：Newmarket）是一個位於美國新罕布什爾州羅京安縣的鎮。

## 人口
根據2020年美國人口普查的數據，紐馬基特的面積為36.70平方千米，當中陸地面積為32.60平方千米，而水域面積為4.10平方千米。當地共有人口9430人，而人口密度為每平方千米257人。